# أليكساندر ريبيرو
أليكساندر ريبيرو (بالبرتغالية: Alexandre Ribeiro) هو فنان قتال مختلط برازيلي، ولد في 20 يناير 1981 في ماناوس في البرازيل.

## وصلات خارجية
- أليكساندر ريبيرو على موقع شيردوغ (الإنجليزية)